# Singlet

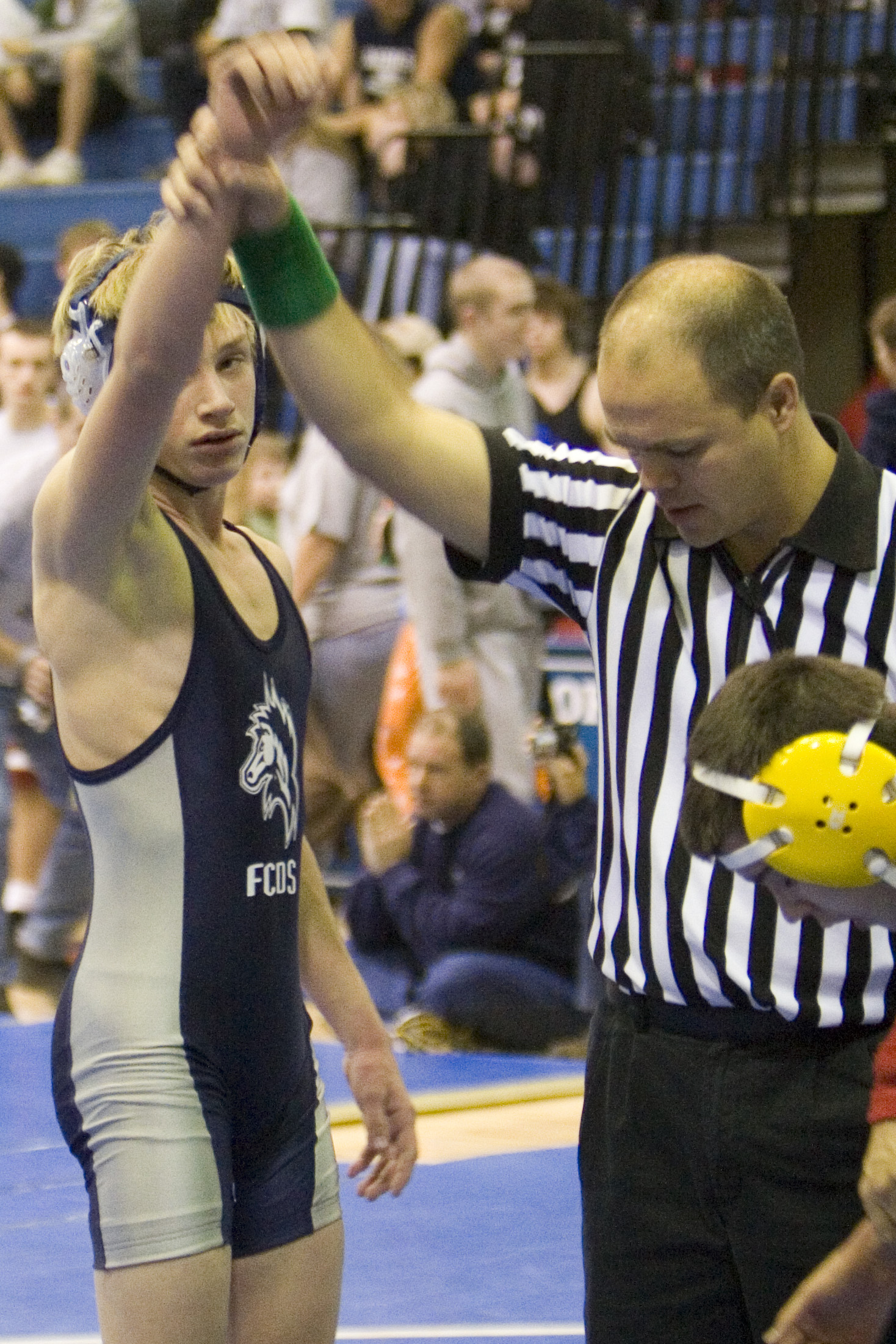
Un lottatore che indossa un singoletto.

Un singoletto da lotta (detto anche singlet dalla lingua inglese) è un'uniforme a pezzo unico aderente, di solito fabbricata in spandex e lycra, o in nylon, utilizzata nella lotta olimpica. Essa è aderente, di modo da non poter essere afferrata accidentalmente dall'avversario (atteggiamento comunque vietato), e consente al giudice di gara di vedere chiaramente i corpi di ciascun contendente per assegnare i punti o decretare una decisione.
Sotto di essa, i lottatori tradizionalmente indossano un sospensorio, mutande, sottovesti assorbenti, compression shorts oppure dei collant.